# Girolamo Siciolante da Sermoneta

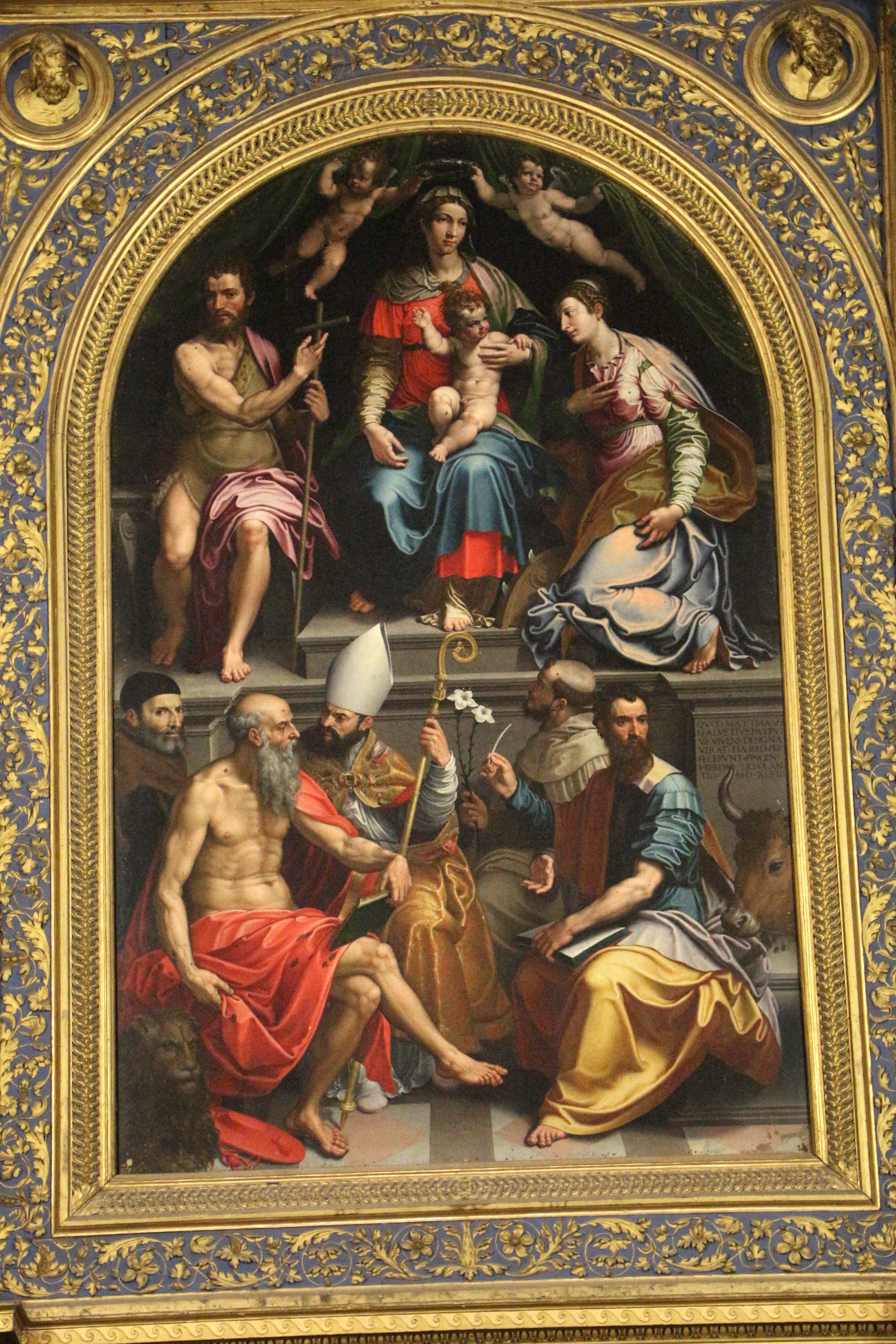
Madonna col bambino, santi e il committente Matteo Malvezzi, 1548, Basilica di San Martino (Bologna)

Girolamo Siciolante o Sciolante da Sermoneta (Sermoneta, 1521 – 1580 circa) è stato un pittore italiano, dipinse nello stile manierista. Fu attivo a Roma nella metà del 1500.

## Biografia
Fu allievo di Leonardo da Pistoia. La sua prima opera di cui si ha notizia è una pala conservata anticamente a Valvisciolo ma attualmente conservata a nel Castello Caetani a Sermoneta; invece, a Piacenza dipinse la Sacra Famiglia con San Michele (1545-1546). A Roma, entrò a far parte della bottega di Perin del Vaga, con cui partecipò alla decorazione dell’appartamento farnesiano a Castel Sant'Angelo. Nel 1548 dipinge la Madonna con sei Santi nella basilica di San Martino Maggiore di Bologna.
Tra il 1548 ed il 1549, con l'aiuto di Jacopino del Conte, termina, con stile raffaellesco degli affreschi rappresentanti il Battesimo di Clodoveo e Remigio nella cappella interna della chiesa di San Luigi dei Francesi iniziata e lasciata incompiuta da Perin del Vaga. Negli anni 1560 dipinse la Vita della Vergine nella chiesa di San Tommaso ai Cenci ed una Crocifissione nella basilica di San Giovanni in Laterano a Roma.
Nel 1563 collaborò agli affreschi della Sala Regia in Vaticano, dove lasciò uno dei suoi maggiori capolavori, La donazione di Pipino re dei Franchi alla Chiesa.
Sempre a Roma dipinse una Trasfigurazione per la basilica di Santa Maria in Ara Coeli, una Natività nella chiesa di Santa Maria della Pace, una Crocifissione per la chiesa di Santa Maria in Monserrato ed un Martirio di Santa Caterina nella basilica di Santa Maria Maggiore nel 1568. Ad Ancona dipinse una Madonna col bambino in trono e Santi per la chiesa di San Bartolomeo, asportata in epoca nepoleonica ed ora depositata presso la parrocchiale di Calcinate (BG).
Dipinse una serie di affreschi monumentali nel Palazzo Baronale di Cisterna di Latina distrutto nella Seconda guerra mondiale. Tra il 1554 ed il 1560 dipinse l'affresco La morte di Adone nella sala di Adone nel Palazzo Orsini a Monterotondo.

Realizzò nel 1570 lo Stendardo di Lepanto, oggi conservato nel Museo Diocesano del Parco dei Monti Aurunci, Gaeta.

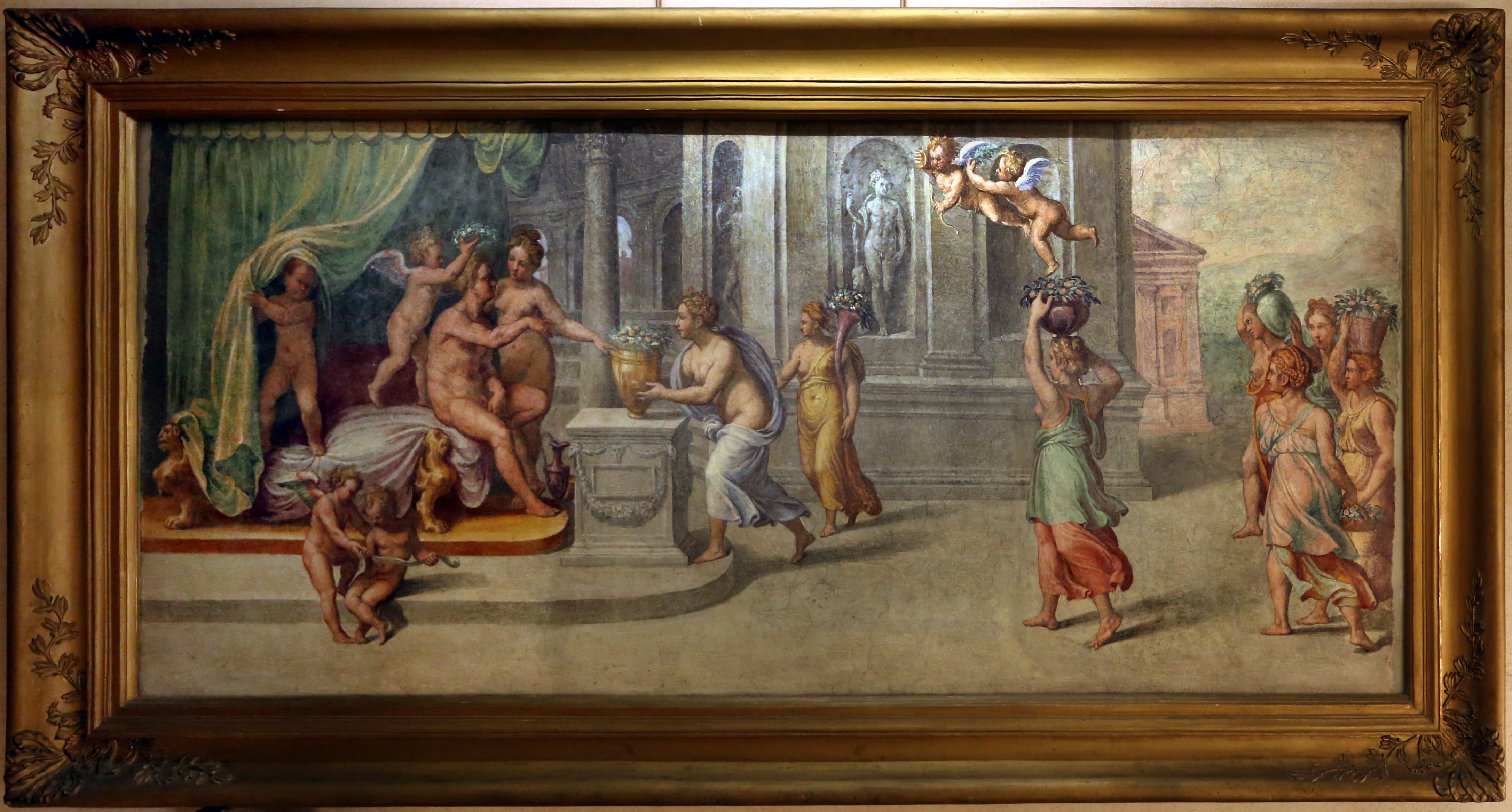
Offerta a Vertumno e Pomona, Galleria Borghese
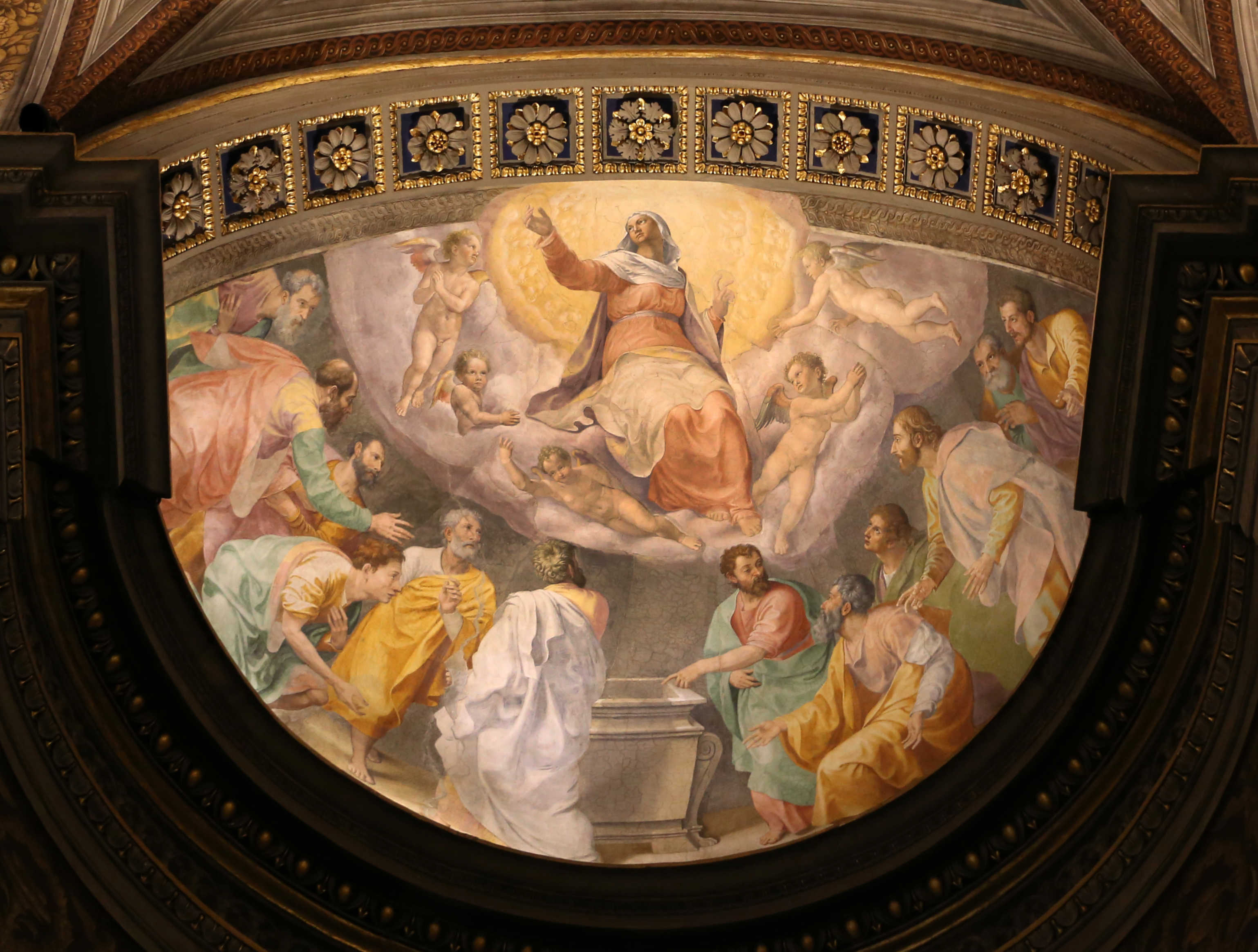
Storie della Vergine, cappella Fugger in Santa Maria dell'Anima
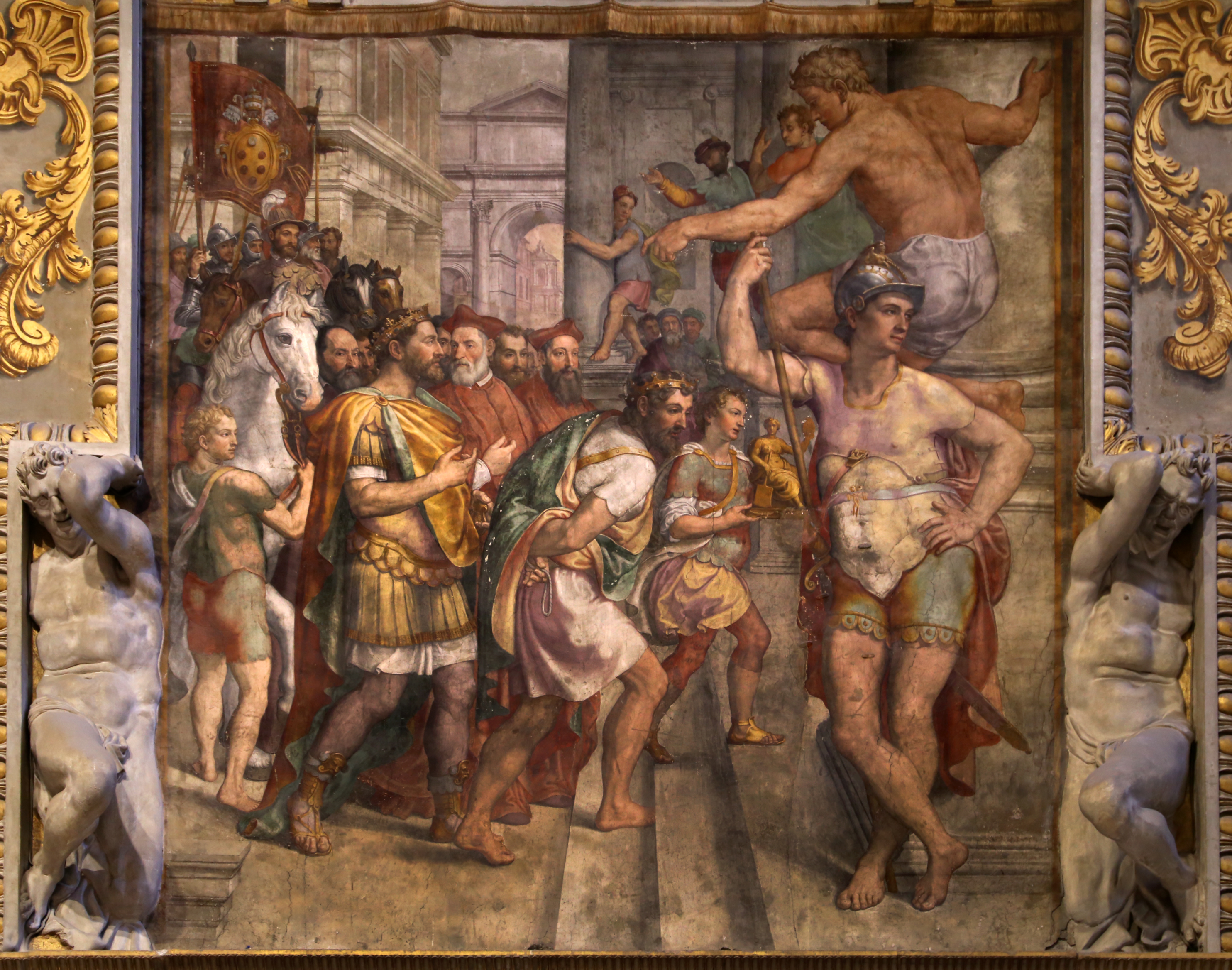
La donazione di Pipino re dei Franchi alla Chiesa, Sala Regia in Vaticano
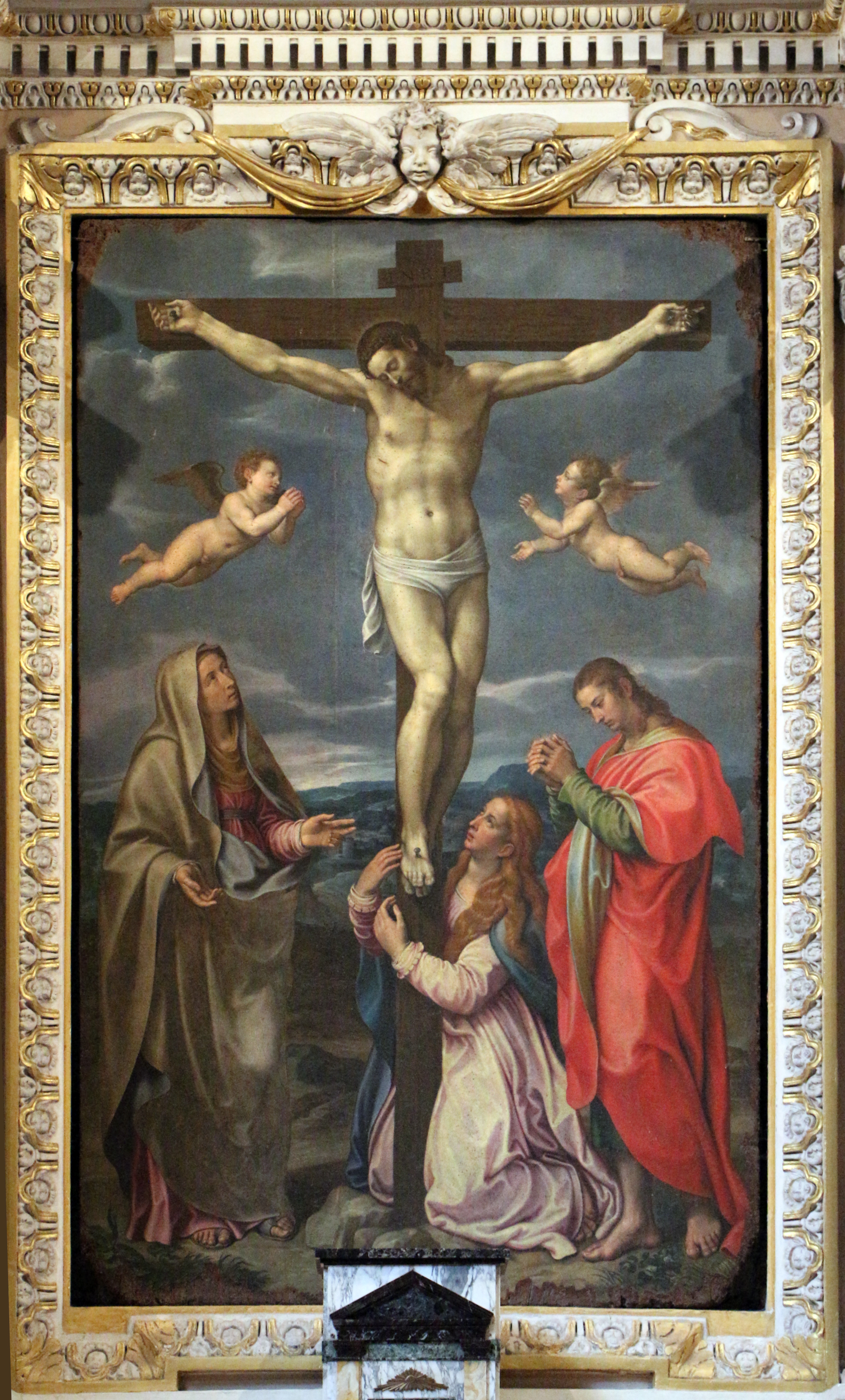
Crocifissione coi dolenti, San Giovanni in Laterano (Roma) - Cappella Massimo